# Staffan Liljander
Staffan Vilhelm Liljander, född 9 maj 1932 i Sankt Matteus församling i Stockholm, död 30 maj 1982 i Kungsholms församling i Stockholm, var en svensk fotograf och skådespelare.
Staffan Liljander förblev ogift. Han är begravd på Skogskyrkogården i Stockholm tillsammans med konstnären Ivan Liljander (1929–1991) samt makarna Axel Vilhelm Liljander (1898–1982) och Judit Olivia, ogift Pettersson (1899–1968).

## Filmografi roller
- 1971 – Utvandrarna
- 1973 – Håll alla dörrar öppna
- 1977 – Bang!
- 1978 – En vandring i solen
- 1978 – Peters baby (TV-serie)
- 1980 – Jag är bara en vanlig grabb...
- 1982 – Ingenjör Andrées luftfärd